# Список работ Микеланджело
В тираны, в боги вымысел дало 

Искусство мне, — и я внимал, не споря...
...L'affettuosa fantasia,

Che l'arte mi fece idol'e monarca...
Ниже дан список известных работ Микеланджело Буонарроти — скульптора, художника, архитектора и поэта эпохи Возрождения. Здесь собрана также информация о потерянных работах мастера, а также о тех из них, подлинность которых подвергается сомнению. Из творческого наследия Микеланджело сохранилось почти 300 стихов, около 600 рисунков, ориентировочно 1400 писем, написанных им или ему, а также более 300 страниц его личных и профессиональных записей (итал. ricordi).
Стихи Микеланджело не публиковалась при его жизни, поэтому в списке его работы, перечисляемые в хронологическом порядке, разделены по трём видам искусств: скульптура, живопись и архитектура. В гробнице Микеланджело в церкви (базилике) Санта-Кроче установлены три аллегорические статуи — скульптуры муз этих видов искусств, оплакивающих смерть гения, произведения которого считались высочайшими достижениями искусства Возрождения ещё при жизни мастера.

## Легенда
|              | Произведения, которые сохранились только в копиях |
|              | Утраченные произведения                           |
| Размеры (см) | высота х ширина (х глубина)                       |

## Скульптуры
| Название                                                                       | Изображение          | Тип      | Информация                                    | Информация                             | Примечания |
| ------------------------------------------------------------------------------ | -------------------- | -------- | --------------------------------------------- | -------------------------------------- | --- |
| «Голова Фавна» (итал. Testa di fauno)                                          | Утрачено             | Статуя   | Создано                                       | Ок. 1488—1489                          | Чезаре Дзоччи. «Юный Микеланджело высекает „Голову фавна“» |
| «Голова Фавна» (итал. Testa di fauno)                                          | Утрачено             | Статуя   | Размеры                                       | ? см                                   | Чезаре Дзоччи. «Юный Микеланджело высекает „Голову фавна“» |
| «Голова Фавна» (итал. Testa di fauno)                                          | Утрачено             | Статуя   | Материал                                      | Мрамор                                 | Чезаре Дзоччи. «Юный Микеланджело высекает „Голову фавна“» |
| «Голова Фавна» (итал. Testa di fauno)                                          | Утрачено             | Статуя   | Хранится (хранилось)                          | Сад скульптур Медичи, Флоренция        | Чезаре Дзоччи. «Юный Микеланджело высекает „Голову фавна“» |
| «Мадонна у лестницы» (итал. Madonna della Scala)                               |                      | Барельеф | Создано                                       | Ок. 1491                               | Пример «низкого рельефа» (итал. relievo schiacciato) |
| «Мадонна у лестницы» (итал. Madonna della Scala)                               | Размеры              | Барельеф | 55,5 × 40 см                                  |                                        | Пример «низкого рельефа» (итал. relievo schiacciato) |
| «Мадонна у лестницы» (итал. Madonna della Scala)                               | Материал             | Барельеф | Мрамор                                        |                                        | Пример «низкого рельефа» (итал. relievo schiacciato) |
| «Мадонна у лестницы» (итал. Madonna della Scala)                               | Хранится (хранилось) | Барельеф | Каза Буонарроти, Флоренция                    |                                        | Пример «низкого рельефа» (итал. relievo schiacciato) |
| «Юный лучник» (итал. Giovane arciere)                                          |                      | Статуя   | Создано                                       | Ок. 1491—1492                          | Авторство Микеланджело под вопросом |
| «Юный лучник» (итал. Giovane arciere)                                          | Размеры              | Статуя   | 97 см                                         |                                        | Авторство Микеланджело под вопросом |
| «Юный лучник» (итал. Giovane arciere)                                          | Материал             | Статуя   | Мрамор                                        |                                        | Авторство Микеланджело под вопросом |
| «Юный лучник» (итал. Giovane arciere)                                          | Хранится (хранилось) | Статуя   | Метрополитен-музей, Нью-Йорк                  |                                        | Авторство Микеланджело под вопросом |
| «Битва кентавров» (итал. Battaglia dei centauri)                               |                      | Барельеф | Создано                                       | Ок. 1492                               | Возможно, первая из завершённых скульптур в технике «non finito» у Микеланджело |
| «Битва кентавров» (итал. Battaglia dei centauri)                               | Размеры              | Барельеф | 84,5 × 90,5 см                                |                                        | Возможно, первая из завершённых скульптур в технике «non finito» у Микеланджело |
| «Битва кентавров» (итал. Battaglia dei centauri)                               | Материал             | Барельеф | Мрамор                                        |                                        | Возможно, первая из завершённых скульптур в технике «non finito» у Микеланджело |
| «Битва кентавров» (итал. Battaglia dei centauri)                               | Хранится (хранилось) | Барельеф | Каза Буонарроти, Флоренция                    |                                        | Возможно, первая из завершённых скульптур в технике «non finito» у Микеланджело |
| «Геркулес» (итал. Ercole)                                                      | Утрачено             | Статуя   | Создано                                       | Ок. 1492—1493                          | Рубенс. «Юный Геркулес» (по Микеланджело) |
| «Геркулес» (итал. Ercole)                                                      | Утрачено             | Статуя   | Размеры                                       | Приблизительно 235 см                  | Рубенс. «Юный Геркулес» (по Микеланджело) |
| «Геркулес» (итал. Ercole)                                                      | Утрачено             | Статуя   | Материал                                      | Мрамор                                 | Рубенс. «Юный Геркулес» (по Микеланджело) |
| «Геркулес» (итал. Ercole)                                                      | Утрачено             | Статуя   | Хранится (хранилось)                          | Сады Фонтенбло, Франция (до 1713 года) | Рубенс. «Юный Геркулес» (по Микеланджело) |
| «Распятие» (итал. Crocifisso di Santo Spirito)                                 |                      | Статуя   | Создано                                       | Ок. 1492—1493                          | Споры о подлинности «Распятия» продолжались до 2001 года |
| «Распятие» (итал. Crocifisso di Santo Spirito)                                 | Размеры              | Статуя   | 139 × 135 см                                  |                                        | Споры о подлинности «Распятия» продолжались до 2001 года |
| «Распятие» (итал. Crocifisso di Santo Spirito)                                 | Материал             | Статуя   | Дерево                                        |                                        | Споры о подлинности «Распятия» продолжались до 2001 года |
| «Распятие» (итал. Crocifisso di Santo Spirito)                                 | Хранится (хранилось) | Статуя   | Церковь Санто-Спирито, Флоренция              |                                        | Споры о подлинности «Распятия» продолжались до 2001 года |
| «Ангел» (итал. Angelo reggicandelabro)                                         |                      | Статуя   | Создано                                       | Ок. 1494—1495                          | Гробница Святого Доминика В этих ранних произведениях скульптора чувствуется влияние работ Якопо делла Кверча                                                                                   |
| «Ангел» (итал. Angelo reggicandelabro)                                         | Размеры              | Статуя   | 51,5 см                                       |                                        | Гробница Святого Доминика В этих ранних произведениях скульптора чувствуется влияние работ Якопо делла Кверча                                                                                   |
| «Ангел» (итал. Angelo reggicandelabro)                                         | Материал             | Статуя   | Мрамор                                        |                                        | Гробница Святого Доминика В этих ранних произведениях скульптора чувствуется влияние работ Якопо делла Кверча                                                                                   |
| «Ангел» (итал. Angelo reggicandelabro)                                         | Хранится (хранилось) | Статуя   | Базилика ди Сан Доменико, Болонья             |                                        | Гробница Святого Доминика В этих ранних произведениях скульптора чувствуется влияние работ Якопо делла Кверча                                                                                   |
| «Святой Петроний» (итал. San Petronio)                                         |                      | Статуя   | Создано                                       | Ок. 1494—1495                          | Гробница Святого Доминика В этих ранних произведениях скульптора чувствуется влияние работ Якопо делла Кверча                                                                                   |
| «Святой Петроний» (итал. San Petronio)                                         | Размеры              | Статуя   | 64 см                                         |                                        | Гробница Святого Доминика В этих ранних произведениях скульптора чувствуется влияние работ Якопо делла Кверча                                                                                   |
| «Святой Петроний» (итал. San Petronio)                                         | Материал             | Статуя   | Мрамор                                        |                                        | Гробница Святого Доминика В этих ранних произведениях скульптора чувствуется влияние работ Якопо делла Кверча                                                                                   |
| «Святой Петроний» (итал. San Petronio)                                         | Хранится (хранилось) | Статуя   | Базилика ди Сан Доменико, Болонья             |                                        | Гробница Святого Доминика В этих ранних произведениях скульптора чувствуется влияние работ Якопо делла Кверча                                                                                   |
| «Святой Прокл» (итал. San Procolo)                                             |                      | Статуя   | Создано                                       | Ок. 1494—1495                          | Гробница Святого Доминика В этих ранних произведениях скульптора чувствуется влияние работ Якопо делла Кверча                                                                                   |
| «Святой Прокл» (итал. San Procolo)                                             | Размеры              | Статуя   | 58,5 см                                       |                                        | Гробница Святого Доминика В этих ранних произведениях скульптора чувствуется влияние работ Якопо делла Кверча                                                                                   |
| «Святой Прокл» (итал. San Procolo)                                             | Материал             | Статуя   | Мрамор                                        |                                        | Гробница Святого Доминика В этих ранних произведениях скульптора чувствуется влияние работ Якопо делла Кверча                                                                                   |
| «Святой Прокл» (итал. San Procolo)                                             | Хранится (хранилось) | Статуя   | Базилика ди Сан Доменико, Болонья             |                                        | Гробница Святого Доминика В этих ранних произведениях скульптора чувствуется влияние работ Якопо делла Кверча                                                                                   |
| «Иоанн Креститель» (итал. San Giovannino)                                      |                      | Статуя   | Создано                                       | Ок. 1495—1496                          | Баччо Бандинелли. «Иоанн Креститель» (по Микеланджело) |
| «Иоанн Креститель» (итал. San Giovannino)                                      | Размеры              | Статуя   | ? см                                          |                                        | Баччо Бандинелли. «Иоанн Креститель» (по Микеланджело) |
| «Иоанн Креститель» (итал. San Giovannino)                                      | Материал             | Статуя   | Мрамор                                        |                                        | Баччо Бандинелли. «Иоанн Креститель» (по Микеланджело) |
| «Иоанн Креститель» (итал. San Giovannino)                                      | Хранится (хранилось) | Статуя   | Музей церкви Сан-Джованни-дей-Фьорентини, Рим |                                        | Баччо Бандинелли. «Иоанн Креститель» (по Микеланджело) |
| «Спящий Амур» (итал. Cupido dormiente)                                         | Утрачено             | Статуя   | Создано                                       | Ок. 1496                               | Тинторетто. «Венера, Вулкан и Марс» (фрагмент со спящим амуром) |
| «Спящий Амур» (итал. Cupido dormiente)                                         | Утрачено             | Статуя   | Размеры                                       | ? х 80 см                              | Тинторетто. «Венера, Вулкан и Марс» (фрагмент со спящим амуром) |
| «Спящий Амур» (итал. Cupido dormiente)                                         | Утрачено             | Статуя   | Материал                                      | Мрамор                                 | Тинторетто. «Венера, Вулкан и Марс» (фрагмент со спящим амуром) |
| «Спящий Амур» (итал. Cupido dormiente)                                         | Утрачено             | Статуя   | Хранится (хранилось)                          | ?                                      | Тинторетто. «Венера, Вулкан и Марс» (фрагмент со спящим амуром) |
| «Стоящий Амур» (итал. Cupido-Apollo)                                           | Утрачено             | Статуя   | Создано                                       | Ок. 1496—1497                          | Микеланджело. «Стоящий Амур» (?) |
| «Стоящий Амур» (итал. Cupido-Apollo)                                           | Утрачено             | Статуя   | Размеры                                       | ? см                                   | Микеланджело. «Стоящий Амур» (?) |
| «Стоящий Амур» (итал. Cupido-Apollo)                                           | Утрачено             | Статуя   | Материал                                      | Мрамор                                 | Микеланджело. «Стоящий Амур» (?) |
| «Стоящий Амур» (итал. Cupido-Apollo)                                           | Утрачено             | Статуя   | Хранится (хранилось)                          | ?                                      | Микеланджело. «Стоящий Амур» (?) |
| «Распятие Галлино» (итал. Crocifisso Gallino)                                  |                      | Статуя   | Создано                                       | Ок. 1495—1497                          | Гвидо Рени. «Святой Андрей Корсини» (перед распятием Мкеланджело?) |
| «Распятие Галлино» (итал. Crocifisso Gallino)                                  | Размеры              | Статуя   | 41,3 × 39,7 см                                |                                        | Гвидо Рени. «Святой Андрей Корсини» (перед распятием Мкеланджело?) |
| «Распятие Галлино» (итал. Crocifisso Gallino)                                  | Материал             | Статуя   | Дерево                                        |                                        | Гвидо Рени. «Святой Андрей Корсини» (перед распятием Мкеланджело?) |
| «Распятие Галлино» (итал. Crocifisso Gallino)                                  | Хранится (хранилось) | Статуя   | Музей Барджелло, Флоренция                    |                                        | Гвидо Рени. «Святой Андрей Корсини» (перед распятием Мкеланджело?) |
| «Бахус» (итал. Bacco)                                                          |                      | Статуя   | Создано                                       | Ок. 1496—1497                          | «Первый шедевр» Микеланджело |
| «Бахус» (итал. Bacco)                                                          | Размеры              | Статуя   | 203 см                                        |                                        | «Первый шедевр» Микеланджело |
| «Бахус» (итал. Bacco)                                                          | Материал             | Статуя   | Мрамор                                        |                                        | «Первый шедевр» Микеланджело |
| «Бахус» (итал. Bacco)                                                          | Хранится (хранилось) | Статуя   | Музей Барджелло, Флоренция                    |                                        | «Первый шедевр» Микеланджело |
| «Распятие Монсеррат» (итал. Crocifisso di Monastero di Montserrat)             |                      | Статуя   | Создано                                       | Ок. 1497—1498                          | Авторство Микеланджело под вопросом |
| «Распятие Монсеррат» (итал. Crocifisso di Monastero di Montserrat)             | Размеры              | Статуя   | 58,5 × ? см                                   |                                        | Авторство Микеланджело под вопросом |
| «Распятие Монсеррат» (итал. Crocifisso di Monastero di Montserrat)             | Материал             | Статуя   | Дерево                                        |                                        | Авторство Микеланджело под вопросом |
| «Распятие Монсеррат» (итал. Crocifisso di Monastero di Montserrat)             | Хранится (хранилось) | Статуя   | Монастырь Монсеррат, Каталония                |                                        | Авторство Микеланджело под вопросом |
| «Пьета» (итал. Pietà vaticana)                                                 |                      | Статуя   | Создано                                       | Ок. 1498—1499                          | Единственная из работ Микеланджело, подписанная им самим |
| «Пьета» (итал. Pietà vaticana)                                                 | Размеры              | Статуя   | 174 × 195 × 69 см                             |                                        | Единственная из работ Микеланджело, подписанная им самим |
| «Пьета» (итал. Pietà vaticana)                                                 | Материал             | Статуя   | Мрамор                                        |                                        | Единственная из работ Микеланджело, подписанная им самим |
| «Пьета» (итал. Pietà vaticana)                                                 | Хранится (хранилось) | Статуя   | Собор Святого Петра, Ватикан                  |                                        | Единственная из работ Микеланджело, подписанная им самим |
| «Святой Павел» (итал. San Paolo)                                               |                      | Статуя   | Создано                                       | Ок. 1501—1504                          | Алтарь Пикколомини |
| «Святой Павел» (итал. San Paolo)                                               | Размеры              | Статуя   | 124 см                                        |                                        | Алтарь Пикколомини |
| «Святой Павел» (итал. San Paolo)                                               | Материал             | Статуя   | Мрамор                                        |                                        | Алтарь Пикколомини |
| «Святой Павел» (итал. San Paolo)                                               | Хранится (хранилось) | Статуя   | Собор, Сиена                                  |                                        | Алтарь Пикколомини |
| «Святой Пётр» (итал. San Pietro)                                               |                      | Статуя   | Создано                                       | Ок. 1501—1504                          | Алтарь Пикколомини |
| «Святой Пётр» (итал. San Pietro)                                               | Размеры              | Статуя   | 124 см                                        |                                        | Алтарь Пикколомини |
| «Святой Пётр» (итал. San Pietro)                                               | Материал             | Статуя   | Мрамор                                        |                                        | Алтарь Пикколомини |
| «Святой Пётр» (итал. San Pietro)                                               | Хранится (хранилось) | Статуя   | Собор, Сиена                                  |                                        | Алтарь Пикколомини |
| «Святой Пий I» (итал. San Pio)                                                 |                      | Статуя   | Создано                                       | Ок. 1501—1504                          | Алтарь Пикколомини |
| «Святой Пий I» (итал. San Pio)                                                 | Размеры              | Статуя   | 134 см                                        |                                        | Алтарь Пикколомини |
| «Святой Пий I» (итал. San Pio)                                                 | Материал             | Статуя   | Мрамор                                        |                                        | Алтарь Пикколомини |
| «Святой Пий I» (итал. San Pio)                                                 | Хранится (хранилось) | Статуя   | Собор, Сиена                                  |                                        | Алтарь Пикколомини |
| «Святой Григорий І» (итал. San Gregorio)                                       |                      | Статуя   | Создано                                       | Ок. 1501—1504                          | Алтарь Пикколомини |
| «Святой Григорий І» (итал. San Gregorio)                                       | Размеры              | Статуя   | 136 см                                        |                                        | Алтарь Пикколомини |
| «Святой Григорий І» (итал. San Gregorio)                                       | Материал             | Статуя   | Мрамор                                        |                                        | Алтарь Пикколомини |
| «Святой Григорий І» (итал. San Gregorio)                                       | Хранится (хранилось) | Статуя   | Собор, Сиена                                  |                                        | Алтарь Пикколомини |
| «Давид» (итал. David)                                                          |                      | Статуя   | Создано                                       | Ок. 1501—1504                          | Трактуется как символ Флоренции и в целом эпохи Ренессанса |
| «Давид» (итал. David)                                                          | Размеры              | Статуя   | 517 см                                        |                                        | Трактуется как символ Флоренции и в целом эпохи Ренессанса |
| «Давид» (итал. David)                                                          | Материал             | Статуя   | Мрамор                                        |                                        | Трактуется как символ Флоренции и в целом эпохи Ренессанса |
| «Давид» (итал. David)                                                          | Хранится (хранилось) | Статуя   | Академия изящных искусств, Флоренция          |                                        | Трактуется как символ Флоренции и в целом эпохи Ренессанса |
| «Давид „де Роган“» (итал. David «De Rohan»)                                    | Утрачено             | Статуя   | Создано                                       | Ок. 1502—1508                          | Микеланджело. «Давид „де Роган“» (?) |
| «Давид „де Роган“» (итал. David «De Rohan»)                                    | Утрачено             | Статуя   | Размеры                                       | ? см                                   | Микеланджело. «Давид „де Роган“» (?) |
| «Давид „де Роган“» (итал. David «De Rohan»)                                    | Утрачено             | Статуя   | Материал                                      | Бронза                                 | Микеланджело. «Давид „де Роган“» (?) |
| «Давид „де Роган“» (итал. David «De Rohan»)                                    | Утрачено             | Статуя   | Хранится (хранилось)                          | ?                                      | Микеланджело. «Давид „де Роган“» (?) |
| «Мадонна Брюгге» (итал. Madonna di Bruges)                                     |                      | Статуя   | Создано                                       | Ок. 1503—1505                          | Наиболее удачными являются виды спереди и слева |
| «Мадонна Брюгге» (итал. Madonna di Bruges)                                     | Размеры              | Статуя   | 128 см                                        |                                        | Наиболее удачными являются виды спереди и слева |
| «Мадонна Брюгге» (итал. Madonna di Bruges)                                     | Материал             | Статуя   | Мрамор                                        |                                        | Наиболее удачными являются виды спереди и слева |
| «Мадонна Брюгге» (итал. Madonna di Bruges)                                     | Хранится (хранилось) | Статуя   | Церковь Богоматери, Брюгге                    |                                        | Наиболее удачными являются виды спереди и слева |
| «Тондо Питти» (итал. Pitti Tondo)                                              |                      | Барельеф | Создано                                       | Ок. 1503—1505                          | Использование элементов техники «non finito» для подчеркивания выразительности |
| «Тондо Питти» (итал. Pitti Tondo)                                              | Размеры              | Барельеф | 85,5 × 82 см                                  |                                        | Использование элементов техники «non finito» для подчеркивания выразительности |
| «Тондо Питти» (итал. Pitti Tondo)                                              | Материал             | Барельеф | Мрамор                                        |                                        | Использование элементов техники «non finito» для подчеркивания выразительности |
| «Тондо Питти» (итал. Pitti Tondo)                                              | Хранится (хранилось) | Барельеф | Музей Барджелло, Флоренция                    |                                        | Использование элементов техники «non finito» для подчеркивания выразительности |
| «Тондо Таддеи» (итал. Tondo Taddei)                                            |                      | Барельеф | Создано                                       | Ок. 1504—1506                          | Техника «non finito» выделяет завершённость образов и создаёт атмосферный фон |
| «Тондо Таддеи» (итал. Tondo Taddei)                                            | Размеры              | Барельеф | 109 × 109 см                                  |                                        | Техника «non finito» выделяет завершённость образов и создаёт атмосферный фон |
| «Тондо Таддеи» (итал. Tondo Taddei)                                            | Материал             | Барельеф | Мрамор                                        |                                        | Техника «non finito» выделяет завершённость образов и создаёт атмосферный фон |
| «Тондо Таддеи» (итал. Tondo Taddei)                                            | Хранится (хранилось) | Барельеф | Королевская академия художеств, Лондон        |                                        | Техника «non finito» выделяет завершённость образов и создаёт атмосферный фон |
| «Венера и Амур» (итал. Venere e Cupido)                                        |                      | Барельеф | Создано                                       | Ок. 1504                               | Авторство Микеланджело было признано итальянскими исследователями Алессандро Веццози (итал. Alessandro Vezzosi) и Габриэле Моролли (итал. Gabriele Morolli)                                     |
| «Венера и Амур» (итал. Venere e Cupido)                                        | Размеры              | Барельеф | 58 × 43 см                                    |                                        | Авторство Микеланджело было признано итальянскими исследователями Алессандро Веццози (итал. Alessandro Vezzosi) и Габриэле Моролли (итал. Gabriele Morolli)                                     |
| «Венера и Амур» (итал. Venere e Cupido)                                        | Материал             | Барельеф | Мрамор                                        |                                        | Авторство Микеланджело было признано итальянскими исследователями Алессандро Веццози (итал. Alessandro Vezzosi) и Габриэле Моролли (итал. Gabriele Morolli)                                     |
| «Венера и Амур» (итал. Venere e Cupido)                                        | Хранится (хранилось) | Барельеф | Палаццо Медичи-Риккарди, Флоренция            |                                        | Авторство Микеланджело было признано итальянскими исследователями Алессандро Веццози (итал. Alessandro Vezzosi) и Габриэле Моролли (итал. Gabriele Morolli)                                     |
| «Святой Матфей» (итал. San Matteo)                                             |                      | Статуя   | Создано                                       | Ок. 1505—1506                          | Рафаэль. «Святой Матфей» (по Микеланджело) |
| «Святой Матфей» (итал. San Matteo)                                             | Размеры              | Статуя   | 216 см                                        |                                        | Рафаэль. «Святой Матфей» (по Микеланджело) |
| «Святой Матфей» (итал. San Matteo)                                             | Материал             | Статуя   | Мрамор                                        |                                        | Рафаэль. «Святой Матфей» (по Микеланджело) |
| «Святой Матфей» (итал. San Matteo)                                             | Хранится (хранилось) | Статуя   | Академия изящных искусств, Флоренция          |                                        | Рафаэль. «Святой Матфей» (по Микеланджело) |
| «Юлий II» (итал. Giulio II benedicente)                                        | Утрачено             | Статуя   | Создано                                       | Ок. 1507—1508                          | |
| «Юлий II» (итал. Giulio II benedicente)                                        | Утрачено             | Статуя   | Размеры                                       | 292 см                                 | |
| «Юлий II» (итал. Giulio II benedicente)                                        | Утрачено             | Статуя   | Материал                                      | Бронза                                 | |
| «Юлий II» (итал. Giulio II benedicente)                                        | Утрачено             | Статуя   | Хранится (хранилось)                          | Церковь Сан Петронио, Болонья          | Статуя была уничтожена 30 декабря 1511 года |
| «Умирающий раб» (итал. Schiavo morente)                                        |                      | Статуя   | Создано                                       | Ок. 1513                               | Скульптуры «Рабов» первично предназначались для гробницы папы Юлия II, но не вошли в окончательный вариант, и Микеланджело подарил их Роберто Строцци                                           |
| «Умирающий раб» (итал. Schiavo morente)                                        | Размеры              | Статуя   | 229 см                                        |                                        | Скульптуры «Рабов» первично предназначались для гробницы папы Юлия II, но не вошли в окончательный вариант, и Микеланджело подарил их Роберто Строцци                                           |
| «Умирающий раб» (итал. Schiavo morente)                                        | Материал             | Статуя   | Мрамор                                        |                                        | Скульптуры «Рабов» первично предназначались для гробницы папы Юлия II, но не вошли в окончательный вариант, и Микеланджело подарил их Роберто Строцци                                           |
| «Умирающий раб» (итал. Schiavo morente)                                        | Хранится (хранилось) | Статуя   | Лувр, Париж                                   |                                        | Скульптуры «Рабов» первично предназначались для гробницы папы Юлия II, но не вошли в окончательный вариант, и Микеланджело подарил их Роберто Строцци                                           |
| «Восставший раб» (итал. Schiavo ribelle)                                       |                      | Статуя   | Создано                                       | Ок. 1513                               | Скульптуры «Рабов» первично предназначались для гробницы папы Юлия II, но не вошли в окончательный вариант, и Микеланджело подарил их Роберто Строцци                                           |
| «Восставший раб» (итал. Schiavo ribelle)                                       | Размеры              | Статуя   | 215 см                                        |                                        | Скульптуры «Рабов» первично предназначались для гробницы папы Юлия II, но не вошли в окончательный вариант, и Микеланджело подарил их Роберто Строцци                                           |
| «Восставший раб» (итал. Schiavo ribelle)                                       | Материал             | Статуя   | Мрамор                                        |                                        | Скульптуры «Рабов» первично предназначались для гробницы папы Юлия II, но не вошли в окончательный вариант, и Микеланджело подарил их Роберто Строцци                                           |
| «Восставший раб» (итал. Schiavo ribelle)                                       | Хранится (хранилось) | Статуя   | Лувр, Париж                                   |                                        | Скульптуры «Рабов» первично предназначались для гробницы папы Юлия II, но не вошли в окончательный вариант, и Микеланджело подарил их Роберто Строцци                                           |
| «Моисей» (итал. Mosè)                                                          |                      | Статуя   | Создано                                       | Ок. 1513—1515                          | Окончательно статуя была доработана в 1542 году |
| «Моисей» (итал. Mosè)                                                          | Размеры              | Статуя   | 235 см                                        |                                        | Окончательно статуя была доработана в 1542 году |
| «Моисей» (итал. Mosè)                                                          | Материал             | Статуя   | Мрамор                                        |                                        | Окончательно статуя была доработана в 1542 году |
| «Моисей» (итал. Mosè)                                                          | Хранится (хранилось) | Статуя   | Сан-Пьетро-ин-Винколи, Рим                    |                                        | Окончательно статуя была доработана в 1542 году |
| «Христос с крестом» (итал. Primo Cristo della Minerva)                         |                      | Статуя   | Создано                                       | Ок. 1514—1516                          | Микеланджело не стал заканчивать эту статую, поскольку обнаружил чёрную жилку в мраморе. Существенно скульптуру переработали уже в XVII веке                                                    |
| «Христос с крестом» (итал. Primo Cristo della Minerva)                         | Размеры              | Статуя   | ? см                                          |                                        | Микеланджело не стал заканчивать эту статую, поскольку обнаружил чёрную жилку в мраморе. Существенно скульптуру переработали уже в XVII веке                                                    |
| «Христос с крестом» (итал. Primo Cristo della Minerva)                         | Материал             | Статуя   | Мрамор                                        |                                        | Микеланджело не стал заканчивать эту статую, поскольку обнаружил чёрную жилку в мраморе. Существенно скульптуру переработали уже в XVII веке                                                    |
| «Христос с крестом» (итал. Primo Cristo della Minerva)                         | Хранится (хранилось) | Статуя   | Сан-Винченцо, Бассано-Романо                  |                                        | Микеланджело не стал заканчивать эту статую, поскольку обнаружил чёрную жилку в мраморе. Существенно скульптуру переработали уже в XVII веке                                                    |
| «Христос с крестом» (итал. Cristo della Minerva)                               |                      | Статуя   | Создано                                       | Ок. 1519—1520                          | Себастьяно дель Пьомбо говорил, что «одни колени этой статуи ценнее целого Рима» |
| «Христос с крестом» (итал. Cristo della Minerva)                               | Размеры              | Статуя   | 205 см                                        |                                        | Себастьяно дель Пьомбо говорил, что «одни колени этой статуи ценнее целого Рима» |
| «Христос с крестом» (итал. Cristo della Minerva)                               | Материал             | Статуя   | Мрамор                                        |                                        | Себастьяно дель Пьомбо говорил, что «одни колени этой статуи ценнее целого Рима» |
| «Христос с крестом» (итал. Cristo della Minerva)                               | Хранится (хранилось) | Статуя   | Санта-Мария-сопра-Минерва, Рим                |                                        | Себастьяно дель Пьомбо говорил, что «одни колени этой статуи ценнее целого Рима» |
| «Молодой раб» (итал. Schiavo giovane)                                          |                      | Статуя   | Создано                                       | Ок. 1519—1536                          | Первоначально статуи предназначались для гробницы папы Юлия II, однако не вошли в окончательный вариант. В 1575 году Бернардо Буонталенти ввел их в композицию грота в Садах Боболи (Флоренция) |
| «Молодой раб» (итал. Schiavo giovane)                                          | Размеры              | Статуя   | 256 см                                        |                                        | Первоначально статуи предназначались для гробницы папы Юлия II, однако не вошли в окончательный вариант. В 1575 году Бернардо Буонталенти ввел их в композицию грота в Садах Боболи (Флоренция) |
| «Молодой раб» (итал. Schiavo giovane)                                          | Материал             | Статуя   | Мрамор                                        |                                        | Первоначально статуи предназначались для гробницы папы Юлия II, однако не вошли в окончательный вариант. В 1575 году Бернардо Буонталенти ввел их в композицию грота в Садах Боболи (Флоренция) |
| «Молодой раб» (итал. Schiavo giovane)                                          | Хранится (хранилось) | Статуя   | Академия изящных искусств, Флоренция          |                                        | Первоначально статуи предназначались для гробницы папы Юлия II, однако не вошли в окончательный вариант. В 1575 году Бернардо Буонталенти ввел их в композицию грота в Садах Боболи (Флоренция) |
| «Бородатый раб» (итал. Schiavo barbuto)                                        |                      | Статуя   | Создано                                       | Ок. 1519—1536                          | Первоначально статуи предназначались для гробницы папы Юлия II, однако не вошли в окончательный вариант. В 1575 году Бернардо Буонталенти ввел их в композицию грота в Садах Боболи (Флоренция) |
| «Бородатый раб» (итал. Schiavo barbuto)                                        | Размеры              | Статуя   | 263 см                                        |                                        | Первоначально статуи предназначались для гробницы папы Юлия II, однако не вошли в окончательный вариант. В 1575 году Бернардо Буонталенти ввел их в композицию грота в Садах Боболи (Флоренция) |
| «Бородатый раб» (итал. Schiavo barbuto)                                        | Материал             | Статуя   | Мрамор                                        |                                        | Первоначально статуи предназначались для гробницы папы Юлия II, однако не вошли в окончательный вариант. В 1575 году Бернардо Буонталенти ввел их в композицию грота в Садах Боболи (Флоренция) |
| «Бородатый раб» (итал. Schiavo barbuto)                                        | Хранится (хранилось) | Статуя   | Академия изящных искусств, Флоренция          |                                        | Первоначально статуи предназначались для гробницы папы Юлия II, однако не вошли в окончательный вариант. В 1575 году Бернардо Буонталенти ввел их в композицию грота в Садах Боболи (Флоренция) |
| «Атлант» (итал. Schiavo detto «Atlante»)                                       |                      | Статуя   | Создано                                       | Ок. 1519—1536                          | Первоначально статуи предназначались для гробницы папы Юлия II, однако не вошли в окончательный вариант. В 1575 году Бернардо Буонталенти ввел их в композицию грота в Садах Боболи (Флоренция) |
| «Атлант» (итал. Schiavo detto «Atlante»)                                       | Размеры              | Статуя   | 277 см                                        |                                        | Первоначально статуи предназначались для гробницы папы Юлия II, однако не вошли в окончательный вариант. В 1575 году Бернардо Буонталенти ввел их в композицию грота в Садах Боболи (Флоренция) |
| «Атлант» (итал. Schiavo detto «Atlante»)                                       | Материал             | Статуя   | Мрамор                                        |                                        | Первоначально статуи предназначались для гробницы папы Юлия II, однако не вошли в окончательный вариант. В 1575 году Бернардо Буонталенти ввел их в композицию грота в Садах Боболи (Флоренция) |
| «Атлант» (итал. Schiavo detto «Atlante»)                                       | Хранится (хранилось) | Статуя   | Академия изящных искусств, Флоренция          |                                        | Первоначально статуи предназначались для гробницы папы Юлия II, однако не вошли в окончательный вариант. В 1575 году Бернардо Буонталенти ввел их в композицию грота в Садах Боболи (Флоренция) |
| «Пробуждающийся раб» (итал. Schiavo che si ridesta)                            |                      | Статуя   | Создано                                       | Ок. 1519—1536                          | Первоначально статуи предназначались для гробницы папы Юлия II, однако не вошли в окончательный вариант. В 1575 году Бернардо Буонталенти ввел их в композицию грота в Садах Боболи (Флоренция) |
| «Пробуждающийся раб» (итал. Schiavo che si ridesta)                            | Размеры              | Статуя   | 267 см                                        |                                        | Первоначально статуи предназначались для гробницы папы Юлия II, однако не вошли в окончательный вариант. В 1575 году Бернардо Буонталенти ввел их в композицию грота в Садах Боболи (Флоренция) |
| «Пробуждающийся раб» (итал. Schiavo che si ridesta)                            | Материал             | Статуя   | Мрамор                                        |                                        | Первоначально статуи предназначались для гробницы папы Юлия II, однако не вошли в окончательный вариант. В 1575 году Бернардо Буонталенти ввел их в композицию грота в Садах Боболи (Флоренция) |
| «Пробуждающийся раб» (итал. Schiavo che si ridesta)                            | Хранится (хранилось) | Статуя   | Академия изящных искусств, Флоренция          |                                        | Первоначально статуи предназначались для гробницы папы Юлия II, однако не вошли в окончательный вариант. В 1575 году Бернардо Буонталенти ввел их в композицию грота в Садах Боболи (Флоренция) |
| «Мадонна Медичи» (итал. Madonna Medici)                                        |                      | Статуя   | Создано                                       | Ок. 1521—1534                          | Незавершённость статуи также трактуется как художественное средство скульптора |
| «Мадонна Медичи» (итал. Madonna Medici)                                        | Размеры              | Статуя   | 226 см                                        |                                        | Незавершённость статуи также трактуется как художественное средство скульптора |
| «Мадонна Медичи» (итал. Madonna Medici)                                        | Материал             | Статуя   | Мрамор                                        |                                        | Незавершённость статуи также трактуется как художественное средство скульптора |
| «Мадонна Медичи» (итал. Madonna Medici)                                        | Хранится (хранилось) | Статуя   | Капелла Медичи, Флоренция                     |                                        | Незавершённость статуи также трактуется как художественное средство скульптора |
| «Лоренцо II Медичи» (итал. Ritratto di Lorenzo de' Medici duca di Urbino)      |                      | Статуя   | Создано                                       | Ок. 1521—1534                          | Статуя не имеет портретного сходства, поскольку Микеланджело отрицательно относился к портретам                                                                                                 |
| «Лоренцо II Медичи» (итал. Ritratto di Lorenzo de' Medici duca di Urbino)      | Размеры              | Статуя   | 175 × 80 см                                   |                                        | Статуя не имеет портретного сходства, поскольку Микеланджело отрицательно относился к портретам                                                                                                 |
| «Лоренцо II Медичи» (итал. Ritratto di Lorenzo de' Medici duca di Urbino)      | Материал             | Статуя   | Мрамор                                        |                                        | Статуя не имеет портретного сходства, поскольку Микеланджело отрицательно относился к портретам                                                                                                 |
| «Лоренцо II Медичи» (итал. Ritratto di Lorenzo de' Medici duca di Urbino)      | Хранится (хранилось) | Статуя   | Капелла Медичи, Флоренция                     |                                        | Статуя не имеет портретного сходства, поскольку Микеланджело отрицательно относился к портретам                                                                                                 |
| «Утро» (итал. Aurora)                                                          |                      | Статуя   | Создано                                       | Ок. 1521—1534                          | |
| «Утро» (итал. Aurora)                                                          | Размеры              | Статуя   | 155 × 180 см                                  |                                        | |
| «Утро» (итал. Aurora)                                                          | Материал             | Статуя   | Мрамор                                        |                                        | |
| «Утро» (итал. Aurora)                                                          | Хранится (хранилось) | Статуя   | Капелла Медичи, Флоренция                     |                                        | |
| «Вечер» (итал. Crepuscolo)                                                     |                      | Статуя   | Создано                                       | Ок. 1521—1534                          | |
| «Вечер» (итал. Crepuscolo)                                                     | Размеры              | Статуя   | 155 × 170 см                                  |                                        | |
| «Вечер» (итал. Crepuscolo)                                                     | Материал             | Статуя   | Мрамор                                        |                                        | |
| «Вечер» (итал. Crepuscolo)                                                     | Хранится (хранилось) | Статуя   | Капелла Медичи, Флоренция                     |                                        | |
| «Джулиано Медичи» (итал. Ritratto di Giuliano de' Medici duca di Nemours)      |                      | Статуя   | Создано                                       | Ок. 1526—1534                          | Статуя не имеет портретного сходства, поскольку Микеланджело отрицательно относился к портретам                                                                                                 |
| «Джулиано Медичи» (итал. Ritratto di Giuliano de' Medici duca di Nemours)      | Размеры              | Статуя   | 168 × 80 см                                   |                                        | Статуя не имеет портретного сходства, поскольку Микеланджело отрицательно относился к портретам                                                                                                 |
| «Джулиано Медичи» (итал. Ritratto di Giuliano de' Medici duca di Nemours)      | Материал             | Статуя   | Мрамор                                        |                                        | Статуя не имеет портретного сходства, поскольку Микеланджело отрицательно относился к портретам                                                                                                 |
| «Джулиано Медичи» (итал. Ritratto di Giuliano de' Medici duca di Nemours)      | Хранится (хранилось) | Статуя   | Капелла Медичи, Флоренция                     |                                        | Статуя не имеет портретного сходства, поскольку Микеланджело отрицательно относился к портретам                                                                                                 |
| «Ночь» (итал. Notte)                                                           |                      | Статуя   | Создано                                       | Ок. 1526—1534                          | Джованни Строцци написал эпиграмму на «Ночь» (1545). Микеланджело ответил также в стихотворной форме                                                                                            |
| «Ночь» (итал. Notte)                                                           | Размеры              | Статуя   | 155 × 150 см                                  |                                        | Джованни Строцци написал эпиграмму на «Ночь» (1545). Микеланджело ответил также в стихотворной форме                                                                                            |
| «Ночь» (итал. Notte)                                                           | Материал             | Статуя   | Мрамор                                        |                                        | Джованни Строцци написал эпиграмму на «Ночь» (1545). Микеланджело ответил также в стихотворной форме                                                                                            |
| «Ночь» (итал. Notte)                                                           | Хранится (хранилось) | Статуя   | Капелла Медичи, Флоренция                     |                                        | Джованни Строцци написал эпиграмму на «Ночь» (1545). Микеланджело ответил также в стихотворной форме                                                                                            |
| «День» (итал. Giorno)                                                          |                      | Статуя   | Создано                                       | Ок. 1526—1534                          | |
| «День» (итал. Giorno)                                                          | Размеры              | Статуя   | 160 × 150 см                                  |                                        | |
| «День» (итал. Giorno)                                                          | Материал             | Статуя   | Мрамор                                        |                                        | |
| «День» (итал. Giorno)                                                          | Хранится (хранилось) | Статуя   | Капелла Медичи, Флоренция                     |                                        | |
| «Скорчившийся мальчик» (итал. Ragazzo accovacciato)                            |                      | Статуя   | Создано                                       | Ок. 1524                               | Возможно, что Статуя предназначалась для капеллы |
| «Скорчившийся мальчик» (итал. Ragazzo accovacciato)                            | Размеры              | Статуя   | 54 см                                         |                                        | Возможно, что Статуя предназначалась для капеллы |
| «Скорчившийся мальчик» (итал. Ragazzo accovacciato)                            | Материал             | Статуя   | Мрамор                                        |                                        | Возможно, что Статуя предназначалась для капеллы |
| «Скорчившийся мальчик» (итал. Ragazzo accovacciato)                            | Хранится (хранилось) | Статуя   | Эрмитаж, Санкт-Петербург                      |                                        | Возможно, что Статуя предназначалась для капеллы |
| «Аполлон» (итал. David-Apollo)                                                 |                      | Статуя   | Создано                                       | Ок. 1530                               | Первоначально это должна была быть статуя «Давида» |
| «Аполлон» (итал. David-Apollo)                                                 | Размеры              | Статуя   | 149 см                                        |                                        | Первоначально это должна была быть статуя «Давида» |
| «Аполлон» (итал. David-Apollo)                                                 | Материал             | Статуя   | Мрамор                                        |                                        | Первоначально это должна была быть статуя «Давида» |
| «Аполлон» (итал. David-Apollo)                                                 | Хранится (хранилось) | Статуя   | Музей Барджелло, Флоренция                    |                                        | Первоначально это должна была быть статуя «Давида» |
| «Дух победы (Микеланджело)» (итал. Genio della Vittoria)                       |                      | Статуя   | Создано                                       | Ок. 1532—1534                          | Возможно, что эта статуя тоже предназначалась для гробницы папы Юлия II |
| «Дух победы (Микеланджело)» (итал. Genio della Vittoria)                       | Размеры              | Статуя   | 261 см                                        |                                        | Возможно, что эта статуя тоже предназначалась для гробницы папы Юлия II |
| «Дух победы (Микеланджело)» (итал. Genio della Vittoria)                       | Материал             | Статуя   | Мрамор                                        |                                        | Возможно, что эта статуя тоже предназначалась для гробницы папы Юлия II |
| «Дух победы (Микеланджело)» (итал. Genio della Vittoria)                       | Хранится (хранилось) | Статуя   | Палаццо Веккьо, Флоренция                     |                                        | Возможно, что эта статуя тоже предназначалась для гробницы папы Юлия II |
| «Брут» (итал. Bruto)                                                           |                      | бюст     | Создано                                       | Ок. 1538                               | Скульптура была заказана после знакового убийства Алессандро Медичи |
| «Брут» (итал. Bruto)                                                           | Размеры              | бюст     | 74 см                                         |                                        | Скульптура была заказана после знакового убийства Алессандро Медичи |
| «Брут» (итал. Bruto)                                                           | Материал             | бюст     | Мрамор                                        |                                        | Скульптура была заказана после знакового убийства Алессандро Медичи |
| «Брут» (итал. Bruto)                                                           | Хранится (хранилось) | бюст     | Музей Барджелло, Флоренция                    |                                        | Скульптура была заказана после знакового убийства Алессандро Медичи |
| «Рахиль» (итал. Rachele)                                                       |                      | Статуя   | Создано                                       | Ок. 1542                               | |
| «Рахиль» (итал. Rachele)                                                       | Размеры              | Статуя   | 209 см                                        |                                        | |
| «Рахиль» (итал. Rachele)                                                       | Материал             | Статуя   | Мрамор                                        |                                        | |
| «Рахиль» (итал. Rachele)                                                       | Хранится (хранилось) | Статуя   | Сан-Пьетро-ин-Винколи, Рим                    |                                        | |
| «Лия» (итал. Lia)                                                              |                      | Статуя   | Создано                                       | Ок. 1542                               | |
| «Лия» (итал. Lia)                                                              | Размеры              | Статуя   | 197 см                                        |                                        | |
| «Лия» (итал. Lia)                                                              | Материал             | Статуя   | Мрамор                                        |                                        | |
| «Лия» (итал. Lia)                                                              | Хранится (хранилось) | Статуя   | Сан-Пьетро-ин-Винколи, Рим                    |                                        | |
| Юлий II (на саркофаге) (итал. Giulio II)                                       |                      | Статуя   | Создано                                       | Ок. 1542—1545                          | Автором статуи считался Томмазо Босколо. После проведенной реставрации считается, что значительная часть статуи «Юлия II», если не вся она, принадлежит руке Микеланджело                       |
| Юлий II (на саркофаге) (итал. Giulio II)                                       | Размеры              | Статуя   | ? см                                          |                                        | Автором статуи считался Томмазо Босколо. После проведенной реставрации считается, что значительная часть статуи «Юлия II», если не вся она, принадлежит руке Микеланджело                       |
| Юлий II (на саркофаге) (итал. Giulio II)                                       | Материал             | Статуя   | Мрамор                                        |                                        | Автором статуи считался Томмазо Босколо. После проведенной реставрации считается, что значительная часть статуи «Юлия II», если не вся она, принадлежит руке Микеланджело                       |
| Юлий II (на саркофаге) (итал. Giulio II)                                       | Хранится (хранилось) | Статуя   | Сан-Пьетро-ин-Винколи, Рим                    |                                        | Автором статуи считался Томмазо Босколо. После проведенной реставрации считается, что значительная часть статуи «Юлия II», если не вся она, принадлежит руке Микеланджело                       |
| «Флорентийская Пьета» (Пьета Бандини, Пьета с Никодимом) (итал. Pietà Bandini) |                      | Статуя   | Создано                                       | Ок. 1547—1555                          | Микеланджело разбил статую, но его ученик Тиберио Кальканьи восстановил её по предварительной модели                                                                                            |
| «Флорентийская Пьета» (Пьета Бандини, Пьета с Никодимом) (итал. Pietà Bandini) | Размеры              | Статуя   | 226 см                                        |                                        | Микеланджело разбил статую, но его ученик Тиберио Кальканьи восстановил её по предварительной модели                                                                                            |
| «Флорентийская Пьета» (Пьета Бандини, Пьета с Никодимом) (итал. Pietà Bandini) | Материал             | Статуя   | Мрамор                                        |                                        | Микеланджело разбил статую, но его ученик Тиберио Кальканьи восстановил её по предварительной модели                                                                                            |
| «Флорентийская Пьета» (Пьета Бандини, Пьета с Никодимом) (итал. Pietà Bandini) | Хранится (хранилось) | Статуя   | Опера-дель-Дуомо, Флоренция                   |                                        | Микеланджело разбил статую, но его ученик Тиберио Кальканьи восстановил её по предварительной модели                                                                                            |
| «Пьета Палестрины» (итал. Pietà di Palestrina)                                 |                      | Статуя   | Создано                                       | Ок. 1555                               | Авторство Микеланджело под вопросом |
| «Пьета Палестрины» (итал. Pietà di Palestrina)                                 | Размеры              | Статуя   | 253 см                                        |                                        | Авторство Микеланджело под вопросом |
| «Пьета Палестрины» (итал. Pietà di Palestrina)                                 | Материал             | Статуя   | Мрамор                                        |                                        | Авторство Микеланджело под вопросом |
| «Пьета Палестрины» (итал. Pietà di Palestrina)                                 | Хранится (хранилось) | Статуя   | Академия изящных искусств, Флоренция          |                                        | Авторство Микеланджело под вопросом |
| «Пьета Ронданини» (итал. Pietà Rondanini)                                      |                      | Статуя   | Создано                                       | Ок. 1555—1564                          | По мнению британского скульптора Генри Мура, в статуе — «все восемьдесят девять лет жизни Микеланджело»                                                                                         |
| «Пьета Ронданини» (итал. Pietà Rondanini)                                      | Размеры              | Статуя   | 195 см                                        |                                        | По мнению британского скульптора Генри Мура, в статуе — «все восемьдесят девять лет жизни Микеланджело»                                                                                         |
| «Пьета Ронданини» (итал. Pietà Rondanini)                                      | Материал             | Статуя   | Мрамор                                        |                                        | По мнению британского скульптора Генри Мура, в статуе — «все восемьдесят девять лет жизни Микеланджело»                                                                                         |
| «Пьета Ронданини» (итал. Pietà Rondanini)                                      | Хранится (хранилось) | Статуя   | Замок Сфорца, Милан                           |                                        | По мнению британского скульптора Генри Мура, в статуе — «все восемьдесят девять лет жизни Микеланджело»                                                                                         |

### Модели скульптур
Ниже приведены некоторые примеры штудий человеческого тела Микеланджело. Они принадлежат к флорентийским периодам творчества скульптора (ок. 1500—1505 гг. и ок. 1513—1534 гг.) и хранятся в музее Каза Буонарроти. По мнению некоторых исследователей (среди них — Шарль де Тольнай), только модели в коллекции Каза Буонарроти являются подлинными.

## Живопись
| Название                                                                     | Изображение          | Тип / техника       | Информация                                | Информация                          | Примечания                                                                          |
| ---------------------------------------------------------------------------- | -------------------- | ------------------- | ----------------------------------------- | ----------------------------------- | ----------------------------------------------------------------------------------- |
| «Мучения святого Антония» (итал. Tormento di sant'Antonio)                   |                      | Темпера             | Создано                                   | Ок. 1487—1488                       | Авторство Микеланджело под вопросом                                                 |
| «Мучения святого Антония» (итал. Tormento di sant'Antonio)                   | Размеры              | Темпера             | 47 × 35 см                                |                                     | Авторство Микеланджело под вопросом                                                 |
| «Мучения святого Антония» (итал. Tormento di sant'Antonio)                   | Материал             | Темпера             | Дерево                                    |                                     | Авторство Микеланджело под вопросом                                                 |
| «Мучения святого Антония» (итал. Tormento di sant'Antonio)                   | Хранится (хранилось) | Темпера             | Кимбелл, Форт-Уэрт                        |                                     | Авторство Микеланджело под вопросом                                                 |
| «Манчестерская Мадонна» (итал. Madonna di Manchester)                        |                      | Темпера             | Создано                                   | Ок. 1497                            | Авторство Микеланджело под вопросом                                                 |
| «Манчестерская Мадонна» (итал. Madonna di Manchester)                        | Размеры              | Темпера             | 105 × 76 см                               |                                     | Авторство Микеланджело под вопросом                                                 |
| «Манчестерская Мадонна» (итал. Madonna di Manchester)                        | Материал             | Темпера             | Дерево                                    |                                     | Авторство Микеланджело под вопросом                                                 |
| «Манчестерская Мадонна» (итал. Madonna di Manchester)                        | Хранится (хранилось) | Темпера             | Лондонская Национальная галерея           |                                     | Авторство Микеланджело под вопросом                                                 |
| «Стигматы Святого Франциска» (итал. Stigmate di san Francesco)               | Утрачено             | Темпера             | Создано                                   | Ок. 1500                            | О таком картоне Микеланджело вспоминает Вазари                                      |
| «Стигматы Святого Франциска» (итал. Stigmate di san Francesco)               | Утрачено             | Темпера             | Размеры                                   | ? см                                | О таком картоне Микеланджело вспоминает Вазари                                      |
| «Стигматы Святого Франциска» (итал. Stigmate di san Francesco)               | Утрачено             | Темпера             | Материал                                  | Дерево                              | О таком картоне Микеланджело вспоминает Вазари                                      |
| «Стигматы Святого Франциска» (итал. Stigmate di san Francesco)               | Утрачено             | Темпера             | Хранится (хранилось)                      | Сан-Пьетро-ин-Монторио, Рим         | О таком картоне Микеланджело вспоминает Вазари                                      |
| «Положение во гроб» (итал. Deposizione di Cristo nel sepolcro)               |                      | Темпера             | Создано                                   | Ок. 1500—1501                       |                                                                                     |
| «Положение во гроб» (итал. Deposizione di Cristo nel sepolcro)               | Размеры              | Темпера             | 159 × 149 см                              |                                     |                                                                                     |
| «Положение во гроб» (итал. Deposizione di Cristo nel sepolcro)               | Материал             | Темпера             | Дерево                                    |                                     |                                                                                     |
| «Положение во гроб» (итал. Deposizione di Cristo nel sepolcro)               | Хранится (хранилось) | Темпера             | Лондонская Национальная галерея           |                                     |                                                                                     |
| «Битва при Кашине» (итал. Battaglia di Cascina)                              | Утрачено             | Картон (для фрески) | Создано                                   | Ок. 1505—1506                       |                                                                                     |
| «Битва при Кашине» (итал. Battaglia di Cascina)                              | Утрачено             | Картон (для фрески) | Размеры                                   | 700? × 1750? см (больше 116 м2)     |                                                                                     |
| «Битва при Кашине» (итал. Battaglia di Cascina)                              | Утрачено             | Картон (для фрески) | Материал                                  | Бумага                              |                                                                                     |
| «Битва при Кашине» (итал. Battaglia di Cascina)                              | Утрачено             | Картон (для фрески) | Хранится (хранилось)                      | Палаццо Веккьо, Флоренция           |                                                                                     |
| «Мадонна Дони» (Святое Семейство) (итал. Tondo Doni)                         |                      | Темпера             | Создано                                   | Ок. 1506—1508                       | Единственная картина, авторство Микеланджело которой абсолютно не вызывает сомнений |
| «Мадонна Дони» (Святое Семейство) (итал. Tondo Doni)                         | Размеры              | Темпера             | 120 × 120 см                              |                                     | Единственная картина, авторство Микеланджело которой абсолютно не вызывает сомнений |
| «Мадонна Дони» (Святое Семейство) (итал. Tondo Doni)                         | Материал             | Темпера             | Дерево                                    |                                     | Единственная картина, авторство Микеланджело которой абсолютно не вызывает сомнений |
| «Мадонна Дони» (Святое Семейство) (итал. Tondo Doni)                         | Хранится (хранилось) | Темпера             | Галерея Уффици, Флоренция                 |                                     | Единственная картина, авторство Микеланджело которой абсолютно не вызывает сомнений |
| Потолок Сикстинской капеллы (итал. Volta della Cappella Sistina)             |                      | Фреска              | Создано                                   | Ок. 1508—1512                       | Считается компендиумом искусства Микеланджело, Возрождения и христианской теологии  |
| Потолок Сикстинской капеллы (итал. Volta della Cappella Sistina)             | Размеры              | Фреска              | 4093 × 1341 см                            |                                     | Считается компендиумом искусства Микеланджело, Возрождения и христианской теологии  |
| Потолок Сикстинской капеллы (итал. Volta della Cappella Sistina)             | Материал             | Фреска              |                                           |                                     | Считается компендиумом искусства Микеланджело, Возрождения и христианской теологии  |
| Потолок Сикстинской капеллы (итал. Volta della Cappella Sistina)             | Хранится (хранилось) | Фреска              | Сикстинская капелла, Ватикан              |                                     | Считается компендиумом искусства Микеланджело, Возрождения и христианской теологии  |
| «Мадонна с младенцем» (итал. Madonna col Bambino)                            |                      | Рисунок             | Создано                                   | Ок. 1525                            |                                                                                     |
| «Мадонна с младенцем» (итал. Madonna col Bambino)                            | Размеры              | Рисунок             | 54,1 × 39,6 см                            |                                     |                                                                                     |
| «Мадонна с младенцем» (итал. Madonna col Bambino)                            | Материал             | Рисунок             | Бумага                                    |                                     |                                                                                     |
| «Мадонна с младенцем» (итал. Madonna col Bambino)                            | Хранится (хранилось) | Рисунок             | Каза Буонарроти, Флоренция                |                                     |                                                                                     |
| «Титий» (итал. Tizio)                                                        |                      | Рисунок             | Создано                                   | Ок. 1533                            | Подарок для Томмазо Кавальери                                                       |
| «Титий» (итал. Tizio)                                                        | Размеры              | Рисунок             | 19,0 × 33,0 см                            |                                     | Подарок для Томмазо Кавальери                                                       |
| «Титий» (итал. Tizio)                                                        | Материал             | Рисунок             | Бумага, итальянский карандаш              |                                     | Подарок для Томмазо Кавальери                                                       |
| «Титий» (итал. Tizio)                                                        | Хранится (хранилось) | Рисунок             | Королевская библиотека, Виндзорский замок |                                     | Подарок для Томмазо Кавальери                                                       |
| «Клеопатра» (итал. Cleopatra)                                                |                      | Рисунок             | Создано                                   | Ок. 1533—1534                       | Возможно, эскиз для статуи « Утро»                                                  |
| «Клеопатра» (итал. Cleopatra)                                                | Размеры              | Рисунок             | 35,5 × 25 см                              |                                     | Возможно, эскиз для статуи « Утро»                                                  |
| «Клеопатра» (итал. Cleopatra)                                                | Материал             | Рисунок             | Бумага                                    |                                     | Возможно, эскиз для статуи « Утро»                                                  |
| «Клеопатра» (итал. Cleopatra)                                                | Хранится (хранилось) | Рисунок             | Галерея Уффици, Флоренция                 |                                     | Возможно, эскиз для статуи « Утро»                                                  |
| «Страшный суд» (итал. Giudizio Universale)                                   |                      | Фреска              | Создано                                   | Ок. 1537—1541                       |                                                                                     |
| «Страшный суд» (итал. Giudizio Universale)                                   | Размеры              | Фреска              | 1370 × 1220 см                            |                                     |                                                                                     |
| «Страшный суд» (итал. Giudizio Universale)                                   | Материал             | Фреска              |                                           |                                     |                                                                                     |
| «Страшный суд» (итал. Giudizio Universale)                                   | Хранится (хранилось) | Фреска              | Сикстинская капелла, Ватикан              |                                     |                                                                                     |
| «Леда и лебедь» (итал. Leda e il cigno)                                      | Утрачено             | Темпера             | Создано                                   | Ок. 1530                            | Копия работы Микеланджело                                                           |
| «Леда и лебедь» (итал. Leda e il cigno)                                      | Утрачено             | Темпера             | Размеры                                   | ? см                                | Копия работы Микеланджело                                                           |
| «Леда и лебедь» (итал. Leda e il cigno)                                      | Утрачено             | Темпера             | Материал                                  | Дерево                              | Копия работы Микеланджело                                                           |
| «Леда и лебедь» (итал. Leda e il cigno)                                      | Утрачено             | Темпера             | Хранится (хранилось)                      | Дворец Фонтенбло, Франция (до 1536) | Копия работы Микеланджело                                                           |
| «He тронь меня» (итал. Noli me tangere)                                      | Утрачено             | Темпера             | Создано                                   | Ок. 1531                            | Джакопо Понтормо. По Микеланджело                                                   |
| «He тронь меня» (итал. Noli me tangere)                                      | Утрачено             | Темпера             | Размеры                                   | ? см                                | Джакопо Понтормо. По Микеланджело                                                   |
| «He тронь меня» (итал. Noli me tangere)                                      | Утрачено             | Темпера             | Материал                                  | Дерево                              | Джакопо Понтормо. По Микеланджело                                                   |
| «He тронь меня» (итал. Noli me tangere)                                      | Утрачено             | Темпера             | Хранится (хранилось)                      |                                     | Джакопо Понтормо. По Микеланджело                                                   |
| «Венера и Амур» (итал. Venere e Amore)                                       | Утрачено             | Темпера             | Создано                                   | Ок. 1532—1534                       | Джакопо Понтормо. По Микеланджело                                                   |
| «Венера и Амур» (итал. Venere e Amore)                                       | Утрачено             | Темпера             | Размеры                                   | ? см                                | Джакопо Понтормо. По Микеланджело                                                   |
| «Венера и Амур» (итал. Venere e Amore)                                       | Утрачено             | Темпера             | Материал                                  | Дерево                              | Джакопо Понтормо. По Микеланджело                                                   |
| «Венера и Амур» (итал. Venere e Amore)                                       | Утрачено             | Темпера             | Хранится (хранилось)                      |                                     | Джакопо Понтормо. По Микеланджело                                                   |
| «Падение Фаэтона» (итал. Caduta di Fetonte)                                  |                      | Рисунок             | Создано                                   | Ок. 1533                            | Подарок для Томмазо Кавальери                                                       |
| «Падение Фаэтона» (итал. Caduta di Fetonte)                                  | Размеры              | Рисунок             | 31,2 × 21,5 см                            |                                     | Подарок для Томмазо Кавальери                                                       |
| «Падение Фаэтона» (итал. Caduta di Fetonte)                                  | Материал             | Рисунок             | Бумага                                    |                                     | Подарок для Томмазо Кавальери                                                       |
| «Падение Фаэтона» (итал. Caduta di Fetonte)                                  | Хранится (хранилось) | Рисунок             | Британский музей, Лондон                  |                                     | Подарок для Томмазо Кавальери                                                       |
| «Обращение Апостола Павла» (итал. Conversione di Saulo)                      |                      | Фреска              | Создано                                   | Ок. 1542—1545                       |                                                                                     |
| «Обращение Апостола Павла» (итал. Conversione di Saulo)                      | Размеры              | Фреска              | 625 × 661 см                              |                                     |                                                                                     |
| «Обращение Апостола Павла» (итал. Conversione di Saulo)                      | Материал             | Фреска              |                                           |                                     |                                                                                     |
| «Обращение Апостола Павла» (итал. Conversione di Saulo)                      | Хранится (хранилось) | Фреска              | Капелла Паолина, Ватикан                  |                                     |                                                                                     |
| «Распятие Святого Петра» (итал. Crocifissione di San Pietro)                 |                      | Фреска              | Создано                                   | Ок. 1545—1550                       |                                                                                     |
| «Распятие Святого Петра» (итал. Crocifissione di San Pietro)                 | Размеры              | Фреска              | 625 × 662 см                              |                                     |                                                                                     |
| «Распятие Святого Петра» (итал. Crocifissione di San Pietro)                 | Материал             | Фреска              |                                           |                                     |                                                                                     |
| «Распятие Святого Петра» (итал. Crocifissione di San Pietro)                 | Хранится (хранилось) | Фреска              | Капелла Паолина, Ватикан                  |                                     |                                                                                     |
| «Распятие (для Виттории Колонна)» (итал. Crocifissione per Vittoria Colonna) |                      | Рисунок             | Создано                                   | Ок. 1545                            | Подарок для Виттории Колонна «rifinito»                                             |
| «Распятие (для Виттории Колонна)» (итал. Crocifissione per Vittoria Colonna) | Размеры              | Рисунок             | 37 × 27 см                                |                                     | Подарок для Виттории Колонна «rifinito»                                             |
| «Распятие (для Виттории Колонна)» (итал. Crocifissione per Vittoria Colonna) | Материал             | Рисунок             | Бумага                                    |                                     | Подарок для Виттории Колонна «rifinito»                                             |
| «Распятие (для Виттории Колонна)» (итал. Crocifissione per Vittoria Colonna) | Хранится (хранилось) | Рисунок             | Британский музей, Лондон                  |                                     | Подарок для Виттории Колонна «rifinito»                                             |
| «Пьета» (итал. Pietà per Vittoria Colonna)                                   |                      | Рисунок             | Создано                                   | Ок. 1546                            | Подарок для Виттории Колонна “rifinito„                                             |
| «Пьета» (итал. Pietà per Vittoria Colonna)                                   | Размеры              | Рисунок             | 28,9 × 18,9 см                            |                                     | Подарок для Виттории Колонна “rifinito„                                             |
| «Пьета» (итал. Pietà per Vittoria Colonna)                                   | Материал             | Рисунок             | Бумага                                    |                                     | Подарок для Виттории Колонна “rifinito„                                             |
| «Пьета» (итал. Pietà per Vittoria Colonna)                                   | Хранится (хранилось) | Рисунок             | Музей Изабеллы Стюарт Гарднер, Бостон     |                                     | Подарок для Виттории Колонна “rifinito„                                             |
| «Богоявление» (итал. Epifania)                                               |                      | Рисунок             | Создано                                   | Ок. 1550—1553                       |                                                                                     |
| «Богоявление» (итал. Epifania)                                               | Размеры              | Рисунок             | 232 × 165 см                              |                                     |                                                                                     |
| «Богоявление» (итал. Epifania)                                               | Материал             | Рисунок             | Бумага                                    |                                     |                                                                                     |
| «Богоявление» (итал. Epifania)                                               | Хранится (хранилось) | Рисунок             | Британский музей, Лондон                  |                                     |                                                                                     |

### Эскизы и наброски
Ниже приведены примеры эскизов Микеланджело утраченного картона «Битва при Кашине», фрески «Сотворение Адама» Сикстинской капеллы и композиции «Воскресение Христа».
- Эскиз «Битвы при Кашине»
(перо и тушь)
- Эскиз «Битвы при Кашине»
(перо и тушь)
- Эскиз для «Ливийской сивиллы»
(перо и тушь)
- Эскиз «Сотворения Адама»
(перо и тушь)
- Карикатура к сонету «Я получил за труд лишь зоб, хворобу...»[40]
- Эскиз композиции «Воскресение Христа»

## Архитектура
| Название                                                                               | Изображение       | Информация                                    | Информация    | Примечания                                                                               |
| -------------------------------------------------------------------------------------- | ----------------- | --------------------------------------------- | ------------- | ---------------------------------------------------------------------------------------- |
| Фасад церкви Святого Лоренцо (итал. Basilica di San Lorenzo)                           |                   | Время создания / работы над проектом          | Ок. 1516—1520 |                                                                                          |
| Фасад церкви Святого Лоренцо (итал. Basilica di San Lorenzo)                           | Заказчик          | Папа Римский Лев X                            |               |                                                                                          |
| Фасад церкви Святого Лоренцо (итал. Basilica di San Lorenzo)                           | Город             | Флоренция                                     |               |                                                                                          |
| Фасад церкви Святого Лоренцо (итал. Basilica di San Lorenzo)                           | Состояние проекта | Не осуществлён                                |               |                                                                                          |
| Надгробие Джулиано Медичи Новая сакристия церкви Сан-Лоренцо (итал. Sagrestia Nuova)   |                   | Время создания/ работы над проектом           | Ок. 1520—1534 | В гробницу вошли скульптуры «Джулиано», «Ночь» и «День»                                  |
| Надгробие Джулиано Медичи Новая сакристия церкви Сан-Лоренцо (итал. Sagrestia Nuova)   | Заказчик          | Папа Римский Климент VII                      |               | В гробницу вошли скульптуры «Джулиано», «Ночь» и «День»                                  |
| Надгробие Джулиано Медичи Новая сакристия церкви Сан-Лоренцо (итал. Sagrestia Nuova)   | Город             | Флоренция                                     |               | В гробницу вошли скульптуры «Джулиано», «Ночь» и «День»                                  |
| Надгробие Джулиано Медичи Новая сакристия церкви Сан-Лоренцо (итал. Sagrestia Nuova)   | Состояние проекта | Завершил Вазари в 1556 году                   |               | В гробницу вошли скульптуры «Джулиано», «Ночь» и «День»                                  |
| Надгробие Лоренцо II Медичи Новая сакристия церкви Сан-Лоренцо (итал. Sagrestia Nuova) |                   | Время создания/ работы над проектом           | Ок. 1520—1534 | В гробницу вошли скульптуры «Лоренцо II Медичи», «Утро» и «Вечер»                        |
| Надгробие Лоренцо II Медичи Новая сакристия церкви Сан-Лоренцо (итал. Sagrestia Nuova) | Заказчик          | Папа Римский Климент VII                      |               | В гробницу вошли скульптуры «Лоренцо II Медичи», «Утро» и «Вечер»                        |
| Надгробие Лоренцо II Медичи Новая сакристия церкви Сан-Лоренцо (итал. Sagrestia Nuova) | Город             | Флоренция                                     |               | В гробницу вошли скульптуры «Лоренцо II Медичи», «Утро» и «Вечер»                        |
| Надгробие Лоренцо II Медичи Новая сакристия церкви Сан-Лоренцо (итал. Sagrestia Nuova) | Состояние проекта | Завершил Вазари в 1556 году                   |               | В гробницу вошли скульптуры «Лоренцо II Медичи», «Утро» и «Вечер»                        |
| Читальный зал Библиотека Лауренциана (итал. Biblioteca Medicea Laurenziana)            |                   | Время создания/ работы над проектом           | Ок. 1524—1534 |                                                                                          |
| Читальный зал Библиотека Лауренциана (итал. Biblioteca Medicea Laurenziana)            | Заказчик          | Папа Римский Климент VII                      |               |                                                                                          |
| Читальный зал Библиотека Лауренциана (итал. Biblioteca Medicea Laurenziana)            | Город             | Флоренция                                     |               |                                                                                          |
| Читальный зал Библиотека Лауренциана (итал. Biblioteca Medicea Laurenziana)            | Состояние проекта | Завершили Вазари и Бартоломео Амманати (1571) |               |                                                                                          |
| Вестибюль Библиотека Лауренциана (итал. Biblioteca Medicea Laurenziana)                |                   | Время создания/ работы над проектом           | Ок. 1524—1534 |                                                                                          |
| Вестибюль Библиотека Лауренциана (итал. Biblioteca Medicea Laurenziana)                | Заказчик          | Папа Римский Климент VII                      |               |                                                                                          |
| Вестибюль Библиотека Лауренциана (итал. Biblioteca Medicea Laurenziana)                | Город             | Флоренция                                     |               |                                                                                          |
| Вестибюль Библиотека Лауренциана (итал. Biblioteca Medicea Laurenziana)                | Состояние проекта | Завершили Вазари и Бартоломео Амманати (1571) |               |                                                                                          |
| Фортификации города (итал. Fortificazioni di Firenze)                                  |                   | Время создания/ работы над проектом           | Ок. 1528—1529 |                                                                                          |
| Фортификации города (итал. Fortificazioni di Firenze)                                  | Заказчик          | Флорентийская республика                      |               |                                                                                          |
| Фортификации города (итал. Fortificazioni di Firenze)                                  | Город             | Флоренция                                     |               |                                                                                          |
| Фортификации города (итал. Fortificazioni di Firenze)                                  | Состояние проекта | Завершён                                      |               |                                                                                          |
| Пьяцца дель Кампидольо: Дворец сенаторов Дворец консерваторов                          |                   | Время создания/ работы над проектом           | Ок. 1538—1552 |                                                                                          |
| Пьяцца дель Кампидольо: Дворец сенаторов Дворец консерваторов                          | Заказчик          | Папа Римский Павел III                        |               |                                                                                          |
| Пьяцца дель Кампидольо: Дворец сенаторов Дворец консерваторов                          | Город             | Рим                                           |               |                                                                                          |
| Пьяцца дель Кампидольо: Дворец сенаторов Дворец консерваторов                          | Состояние проекта | Был завершён после смерти Микеланджело        |               |                                                                                          |
| План собора Святого Петра (итал. Piazza del Campidoglio)                               |                   | Время создания/ работы над проектом           | Ок. 1545—1563 |                                                                                          |
| План собора Святого Петра (итал. Piazza del Campidoglio)                               | Заказчик          | Папа Римский Павел III                        |               |                                                                                          |
| План собора Святого Петра (итал. Piazza del Campidoglio)                               | Город             | Рим                                           |               |                                                                                          |
| План собора Святого Петра (итал. Piazza del Campidoglio)                               | Состояние проекта | Завершён (с модификациями)                    |               |                                                                                          |
| Гробница Юлия II (итал. Tomba di Giulio II)                                            |                   | Время создания/ работы над проектом           | Ок. 1503—1545 | В гробницу вошли скульптуры «Моисей», «Рахиль» и «Лия» (было разработано шесть проектов) |
| Гробница Юлия II (итал. Tomba di Giulio II)                                            | Заказчик          | Папа Римский Юлий II (позже — его наследники) |               | В гробницу вошли скульптуры «Моисей», «Рахиль» и «Лия» (было разработано шесть проектов) |
| Гробница Юлия II (итал. Tomba di Giulio II)                                            | Город             | Рим                                           |               | В гробницу вошли скульптуры «Моисей», «Рахиль» и «Лия» (было разработано шесть проектов) |
| Гробница Юлия II (итал. Tomba di Giulio II)                                            | Состояние проекта | Завершён в 1545 году                          |               | В гробницу вошли скульптуры «Моисей», «Рахиль» и «Лия» (было разработано шесть проектов) |
| Палаццо Фарнезе (итал. Palazzo Farnese)                                                |                   | Время создания/ работы над проектом           | Ок. 1545—1550 |                                                                                          |
| Палаццо Фарнезе (итал. Palazzo Farnese)                                                | Заказчик          | Папа Римский Павел III                        |               |                                                                                          |
| Палаццо Фарнезе (итал. Palazzo Farnese)                                                | Город             | Рим                                           |               |                                                                                          |
| Палаццо Фарнезе (итал. Palazzo Farnese)                                                | Состояние проекта | Завершён (с модификациями)                    |               |                                                                                          |
| Лестница Библиотека Лауренциана (итал. Biblioteca Medicea Laurenziana)                 |                   | Время создания/ работы над проектом           | Ок. 1524—1558 |                                                                                          |
| Лестница Библиотека Лауренциана (итал. Biblioteca Medicea Laurenziana)                 | Заказчик          | Папа Римский Климент VII                      |               |                                                                                          |
| Лестница Библиотека Лауренциана (итал. Biblioteca Medicea Laurenziana)                 | Город             | Флоренция                                     |               |                                                                                          |
| Лестница Библиотека Лауренциана (итал. Biblioteca Medicea Laurenziana)                 | Состояние проекта | Завершил Амманати (1558)                      |               |                                                                                          |
| План Сан-Джованни-дей-Фьорентини (итал. San Giovanni dei Fiorentini)                   |                   | Время создания/ работы над проектом           | Ок. 1559—1560 |                                                                                          |
| План Сан-Джованни-дей-Фьорентини (итал. San Giovanni dei Fiorentini)                   | Заказчик          | Козимо I Медичи                               |               |                                                                                          |
| План Сан-Джованни-дей-Фьорентини (итал. San Giovanni dei Fiorentini)                   | Город             | Рим                                           |               |                                                                                          |
| План Сан-Джованни-дей-Фьорентини (итал. San Giovanni dei Fiorentini)                   | Состояние проекта | Не осуществлён                                |               |                                                                                          |
| Ворота Пия (итал. Porta Pia)                                                           |                   | Время создания/ работы над проектом           | Ок. 1561—1564 |                                                                                          |
| Ворота Пия (итал. Porta Pia)                                                           | Заказчик          | Папа Римский Пий IV                           |               |                                                                                          |
| Ворота Пия (итал. Porta Pia)                                                           | Город             | Рим                                           |               |                                                                                          |
| Ворота Пия (итал. Porta Pia)                                                           | Состояние проекта | Завершён в 1565 году                          |               |                                                                                          |
| Санта-Мария-дельи-Анджели-э-дей-Мартири (итал. Basilica di Santa Maria degli Angeli)   |                   | Время создания/ работы над проектом           | Ок. 1561—1564 |                                                                                          |
| Санта-Мария-дельи-Анджели-э-дей-Мартири (итал. Basilica di Santa Maria degli Angeli)   | Заказчик          | Папа Римский Пий IV                           |               |                                                                                          |
| Санта-Мария-дельи-Анджели-э-дей-Мартири (итал. Basilica di Santa Maria degli Angeli)   | Город             | Рим                                           |               |                                                                                          |
| Санта-Мария-дельи-Анджели-э-дей-Мартири (итал. Basilica di Santa Maria degli Angeli)   | Состояние проекта | Завершён в 1566 году                          |               |                                                                                          |